# Mein Vater und mein Sohn
Mein Vater und mein Sohn (Originaltitel: Babam ve Oğlum) ist ein türkisches Filmdrama aus dem Jahr 2005. Regie führte Çağan Irmak, der auch das Drehbuch schrieb. Kinostart in Europa war am 9. März 2006.

## Handlung
Sadık, der aus einem Dorf an der ägäischen Küste der Türkei stammt, soll nach dem Wunsch seines Vaters Hüseyin in Istanbul Landwirtschaft studieren, um später den Hof des Vaters zu übernehmen. Als der Vater  jedoch erfährt, dass sich Sadık vorrangig politischen Aktivitäten widmet, kommt es zu einem schweren Zerwürfnis zwischen beiden.
Als in der Nacht des 12. September 1980 bei  Sadıks Frau die Wehen einsetzen, ist es dem Paar aufgrund des Militärputsches – eine Ausgangssperre wurde verhängt – nicht möglich ein Taxi oder jemand anderen zu finden, der sie in ein Krankenhaus bringen könnte.  Sadıks Frau bringt ihren Sohn Deniz in einem Park zur Welt, stirbt jedoch bei der Geburt.
Aufgrund seiner politischen Aktivitäten wird Sadık verhaftet, gefoltert und drei Jahre in einem Gefängnis festgehalten, wovon er einen Lungenschaden davonträgt.
Als sich einige Jahre später sein Gesundheitszustand verschlechtert und er erfährt, dass er sterben wird, kehrt er mit seinem Sohn Deniz in das Dorf an der Ägäis zu seiner Familie zurück, um Deniz der Obhut seiner Familie anzuvertrauen.
Obwohl der Großvater seinen Sohn und Enkel zu Beginn meidet und ihnen unversöhnlich gegenübersteht, beginnt er langsam Zuneigung zu seinem Enkel zu fassen und nähert sich darüber auch seinem Sohn Sadık an.
Schließlich kommt es zu einer Aussprache zwischen Hüseyin und Sadık, bei der Sadık seinem Vater auch seine terminale Erkrankung  eröffnet.
Als Sadık einige Zeit später verstirbt, übernehmen die Großeltern und der Rest seiner Familie die Verantwortung und Sorge für Deniz.

## Kritiken
„Eine vielschichtige Handlung, sehr gute Schauspieler. Ein Familiendrama mit politischem Hintergrund. Emotionen, gute Musik und eine exzellent inszenierte Kinderrolle.“

„Mischung aus Melodram und Komödie, die die politische Entwicklung in der Türkei der 1980er-Jahre als Hintergrund einer Familiengeschichte nutzt, die der Toleranz und dem Verzeihen gewidmet ist. Ein diskussionswerter Film, auch wenn Albernheiten und grob gezeichnete Personen zunächst vom Thema ablenken.“

„Regisseur Çagan Irmak legt mit seinem Drama eine wunderbare Familiengeschichte vor, die in der Türkei neben dem umstrittenen Actionfilm Tal der Wölfe einer der erfolgreichsten Filme des Jahres 2006 war. In malerischen Bildern und voller Emotionalität beschreibt Irmak das einfache Leben auf dem Lande und zeigt die Eigenheiten der spleenigen Familienmitglieder. Dies alles wird getragen von durchweg guten bis sehr guten Schauspielerleistungen. Großartig: Çetin Tekindor als stör[r]ischer Großvater.“

## Sonstiges
- In der Türkei sahen über 3,5 Mio. Besucher den Film
- In der Filmdatenbank IMDb steht der Film mit 8,3 von 10 Punkten mit den Stimmen von 76.012 Zuschauern (Stand: September 2020).[4]

## Auszeichnungen
2006 International Istanbul Film Festival
- Bester Film (Çağan Irmak)
- Bester Darsteller (Fikret Kuşkan)
- Beste Darstellerin (Şerif Sezer)

38. SIYAD
- Bester Film
- Bester Regisseur (Çağan Irmak)
- Bestes Drehbuch (Çağan Irmak)
- Beste Hauptdarstellerin (Ege Tanman Hümeyra Akbay)
- Bester Hauptdarsteller (Çetin Tekindor)
- Beste Nebendarstellerin (Şerif Sezer)

2005 ÇASOD
- Bester Darsteller (Çetin Tekindor)

2005 Filmfestival Türkei/Deutschland
- Bester Film (Çağan Irmak)

2006 World Soundtrack Award
- Beste Filmmusik (Evanthia Reboutsika)